# Meidiama schockaerti
Meidiama schockaerti är en plattmaskart som beskrevs av Martens och Curini-Galletti 1993. Meidiama schockaerti ingår i släktet Meidiama och familjen Archimonocelididae. Inga underarter finns listade i Catalogue of Life.